# Cubiculum

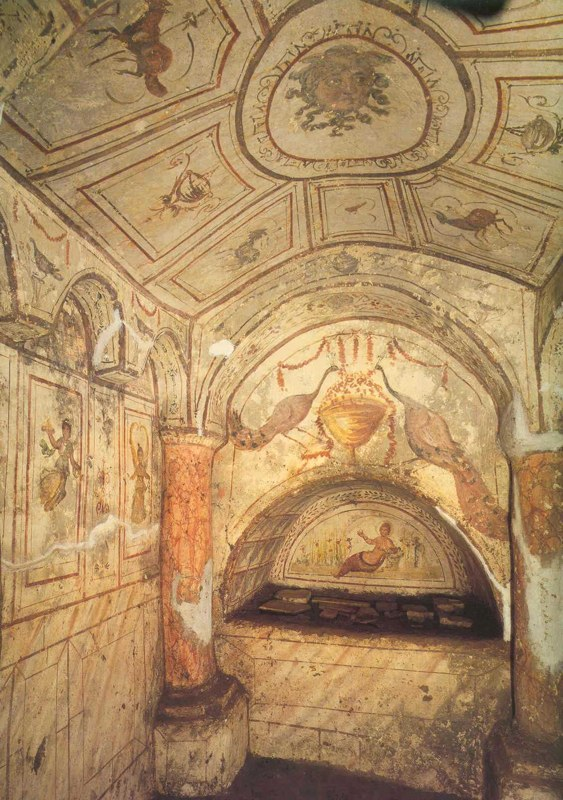
Cubiculum i Ipogeo di Via Dino Compagni, ett hypogeum, det vill säga ett underjordiskt gravvalv, i södra Rom.

Cubiculum (av latinets cubo, "ligga ner") syftar på två olika sorters utrymmen under romersk tid. Dessa är:
- Ett litet rum, särskilt sovrum, men även andra små rum för möten eller mindre bibliotek,[1] på övervåningen i ett romerskt bostadshus.
- Ett litet utrymme i katakomberna, som användes som begravningskapell och på romersk tid av kristna.[2]